# Laguna Salada de Pétrola
Laguna Salada de Pétrola är en sjö i Spanien.   Den ligger i provinsen Provincia de Albacete och regionen Kastilien-La Mancha, i den sydöstra delen av landet, 250 km sydost om huvudstaden Madrid. Laguna Salada de Pétrola ligger 852 meter över havet. Arean är 1,7 kvadratkilometer. Trakten runt Laguna Salada de Pétrola består till största delen av jordbruksmark. Den sträcker sig 1,9 kilometer i nord-sydlig riktning, och 1,7 kilometer i öst-västlig riktning.
Följande samhällen ligger vid Laguna Salada de Pétrola:
- Pétrola (874 invånare)